# Trem da Alegria (álbum de 1989)
Trem da Alegria é o quinto álbum de estúdio do grupo musical infantil Trem da Alegria, lançado em 1989, Trata-se do primeiro com a formação dos integrantes Rubinho (novo integrante), Amanda (que começou a participar no LP de 1988) e Juninho Bill (o único desde a formação inicial do Trem da Alegria).
Para promovê-lo foram lançados quatro singles: "Jaspion-Changeman" "Pula Corda", "Macarrone" e Jandira, e uma turnê com shows no Brasil e no exterior. Tal estratégia, o conduziu a repetir o sucesso dos álbuns que o precederam, obtendo vendas antecipadas de 400 mil cópias nas lojas brasileiras, o que rendeu novos discos de ouro e platina.

## Antecedentes
Após a saída de Luciano e Vanessa, a gravadora RCA começou a fazer testes para a entrada de um novo integrante. Em um desses testes (dos quais participaram mais de 500 crianças), Ruben Cabrera, então com 8 anos, foi o selecionado, e seria um dos principais vocalistas nas canções do que viria a ser o quinto álbum de estúdio lançado pelo grupo. 

## Lançamento e divulgação
O lançamento ocorreu em 1989, e o LP trazia um cupom com perguntas sobre gostos e desejos, quem o enviasse recebia de volta pôsteres autografados dos três integrantes. Os singles lançados foram: "Jaspion-Changeman" "Pula Corda", "Macarrone" e Jandira.
Para a promovê-lo, foi feita uma turnê que incluiu a direção de Mônica Neves e Patrícia Tavassos. O cenário foi feito por Gringo Cardia, a coreografia por Telma Gui, a promoção do Sistema Trídio de Comunicação e o patrocínio exclusivo da Pipita Confecções Infantis. As faixas que compunham a set list dos shows eram: "Que Felicidade", "Pra Ver se Cola", "Iô-Iô", "Amigo Peludo", "Fera Neném", "Jaspion-Changeman", "Viagem Para as Estrelas", "Jandira" "Pumbalelê", "Pula Corda", "A Orquestra dos Bichos", "Seu Aladim", "Tabuada", "Macarrone", "O Elefante e a Formiguinha", "Meu Pintinho" e "Fera Neném".
Três shows foram realizados em Angola, país da costa ocidental da África, e foram exibidos em horário nobre na TV local.

## Singles
"Jaspion-Changeman" foi lançada como primeiro single. A música homenageia dois seriados que faziam sucesso na emissora de TV Rede Manchete, os intitulados: O Fantástico Jaspion e o Esquadrão Relâmpago Changeman. A canção obteve sucesso comercial, foi bastante tocada nas rádios e como estratégia promocional foi cantada em programas de televisão como Domingão do Faustão, Os Trapalhões e Xou da Xuxa.
Como segunda música de trabalho "Pula Corda" foi a escolhida. A letra da canção fala sobre a brincadeira de pular corda. A versão que aparece no álbum tem a participação de Xuxa nos vocais. A faixa fez parte da setlist das turnês de 1989 e 1992.
"Jandira", o terceiro single, traz a participação especial da banda de rock Ultraje a Rigor. A canção foi composta por Sullivan e Massadas e pelo próprio Ultraje a Rigor. A letra da música foi criticada por alguns setores da imprensa brasileira, por a considerarem inapropriada para os integrantes do grupo, que tinham entre 10 e 11 anos de idade.
"Macarrone" foi o último single a ser lançado. A canção presta uma homenagem a Itália, utilizando-se de elementos de sua cultura. Outro homenageado na letra da canção é grupo Os Trapalhões, formado por Didi, Dedé, Mussum e Zacarias.

## Recepção comercial
Em 24 de abril de 1989, estreou na nona posição da lista dos LPs mais vendidos do Jornal do Brasil e atingiu o quinto lugar em 29 de maio de 1989, seu pico na lista.
A tiragem inicial foi de 400 mil cópias e um disco de ouro e outro de platina foram entregues enquanto apresentavam-se no programa Os Trapalhões, da Rede Globo.

## Lista de faixas
- Créditos adaptados do encarte do LP Trem da Alegria, de 1989.[3]

Lado A
| N.º | Título                    | Compositor(es)                  | Participação | Duração |  |
| 1.  | "Jaspion-Changeman"       | Michael Sullivan Paulo Massadas |              | 4:19    |  |
| 2.  | "Pula Corda"              | Chico Roque Ed Wilson           | Xuxa         | 3:12    |  |
| 3.  | "Meu Pintinho"            | Chico Roque Carlos Colla        |              | 3:51    |  |
| 4.  | "Macarrone"               | Ed Wilson Reinaldo Barriga      |              | 3:06    |  |
| 5.  | "A Tabuada"               | Marcos Valle Carlos Colla       |              | 3:02    |  |
| 6.  | "O Rolha de Poço"         | Erós Liebert                    |              | 3:36    |  |
| 7.  | "Viagem Para As Estrelas" | Michael Sullivan Paulo Massadas |              | 3:57    |  |

Lado B
| N.º | Título                       | Compositor(es)                                  | Participação    | Duração |  |
| 1.  | "Meu Gato"                   | Rubens Alexandre                                |                 | 3:28    |  |
| 2.  | "Jandira"                    | Ultraje a Rigor Michael Sullivan Paulo Massadas | Ultraje a Rigor | 4:14    |  |
| 3.  | "Família Buscapé"            | Michael Sullivan Paulo Massadas                 |                 | 4:06    |  |
| 4.  | "O Elefante e a Formiguinha" | César Costa Filho Ronaldo Monteiro de Souza     |                 | 2:32    |  |
| 5.  | "Amigo Peludo"               | Michael Sullivan Paulo Massadas                 |                 | 4:19    |  |
| 6.  | "Tudo É Vida"                | José Augusto Paulo Sérgio Valle                 |                 | 3:59    |  |
| 7.  | "Que Felicidade"             | Michael Sullivan Paulo Massadas                 |                 | 3:38    |  |

## Tabelas
| Tabela musical (1989) | Melhor posição |
| --------------------- | -------------- |
| Brasil (Nopem)        | 5              |

| Tabela musical (1989) | Posição |
| --------------------- | ------- |
| Brasil (Nopem)        | 31      |

## Certificações e vendas
| Região                                                                                 | Certificação | Vendas estipuladas |
| -------------------------------------------------------------------------------------- | ------------ | ------------------ |
| Brasil                                                                                 | Platina      | 400,000            |
| *vendas baseadas apenas na certificação ^distribuições baseadas apenas na certificação |              |                    |